# كيسوكي تسوبوي
كيسوكي تسوبوي، من مواليد 16 سبتمبر 1979 في طوكيو في اليابان، لاعب كرة قدم ياباني.
بدأ مسيرته الكروية مع نادي أوراوا ريد دايموندز في عام 2002، وهو يلعب معهم حتى الآن.
و قد بدأ باللعب مع منتخب اليابان لكرة القدم في عام 2003.

## روابط خارجية
- كيسوكي تسوبوي على موقع الاتحاد الدولي (مؤرشف)  (الإنجليزية)
- كيسوكي تسوبوي على موقع رابطة كرة القدم اليابانية للمحترفين (اليابانية)
- كيسوكي تسوبوي على موقع قاعدة بيانات كرة القدم.إي يو (الإنجليزية)
- كيسوكي تسوبوي على موقع ناشيونال فوتبول تيمز (الإنجليزية)
- كيسوكي تسوبوي على موقع Soccerway.com (الإنجليزية)
- كيسوكي تسوبوي على موقع عالم كرة القدم.نت (الإنجليزية)
- كيسوكي تسوبوي على موقع كووورة